# Ганс Крае
Ганс Крае (нім. Hans Krahe, 7 лютого 1898 — 25 червня 1965) — німецький  мовознавець, який спеціалізувався на дослідженні іллірійських мов.

## Біографія
У 1936—1946 роках був професором у Вюрцбурзького університету, де в 1942 році заснував журнал Archiv für die Gewässernamen Deutschlands. У 1947—1949 роках працював у Гайдельберзькому університеті, а з 1949 року до смерті обіймав посаду професора порівняльного мовознавства та славістики, а також керівника семінарів з індології і славістики в Тюбінгенського університету.
В опублікованому в 1949 р. есе «Топоніми як історичні джерела» (нім. Ortsnamen als Geschichtsquelle) Крае запропонував аналіз гідронімії як важливе джерело історичної інформації. У цій праці теоретичні міркування спираються на детальний огляд гідронімії  Майна. Його думка про те, що лінгвістичні дані співвідносяться з етнічними, через кілька десятиліть після смерті Крае була критично переглянута в працях Вальтера Поля та інших науковців.

## Основні праці
- Die alten balkanillyrischen geographischen Namen. — Heidelberg, 1925.
- Lexikon altillyrischen Personennamen. — 1929.
- Indogermanische Sprachwissenshaft. — Berlin, 1948.
- Ortsnamen als Geschichtsquelle. — Heidelberg, 1949.
- Die Sprache der Illyrier I. Die Quellen. — 1955. ISBN 3-447-00534-3
- Die messapischen Inschriften und ihre Chronologie
- Die messapischen Personennamen. — Wiesbaden, 1964. ISBN 3-447-00535-1
- Die Strukture der alteuropäischen Hydronomie. — Wiesbaden, 1963.
- Unsere ältesten Flussnamen. — 1964.
- Germanische Sprachwissenschaft. Wortbildungslehre. — Berlin, 1969.